# ایننس ۱۶۵۸
سیارک ۱۶۵۸ (به انگلیسی: 1658 Innes، نامگذاری:1953NA) هزار و ششصد و پنجاه و هشتمین سیارک کشف شده‌است که در ۱۳ ژوئیه ۱۹۵۳ کشف شد.
قدر مطلق سیارک برابر ۱۱٫۵۲ است.